# Salvelinus inframundus
Salvelinus inframundus es una especie de pez de la familia Salmonidae en el orden de los Salmoniformes.

## Alimentación
Come gasterosteidos, moluscos y  larvas de insectos.

## Hábitat
Vive en zonas de aguas  templadas (60 ° N-58 ° N, 4 ° W-2 ° W).

## Distribución geográfica
Se encuentra en Europa: lago Hellyal (Isla Hoy, Islas Orcadas, Reino Unido ).